# East Side Story (2006)
East Side Story is een romantische komedie uit 2006 geschreven, geproduceerd en geregisseerd door Carlos Portugal. Hoofdrollen worden gespeeld door Rene Alvarado, Steve Callahan en Gladise Jimenez. De film is grotendeels in het Engels met af en toe Spaanse dialogen.

## Verhaal
Sinds de dood van zijn ouders werd Diego Campos (René Alvarado), een man met latino-roots, opgevoed in het familierestaurant "Tio Pepe" dat eigendom is van zijn grootmoeder Sara (Irene DeBari). Het restaurant ligt in een woonwijk in het oosten van Los Angeles. Diego heeft een opleiding chef-kok gevolgd en wil verhuizen om zijn eigen sterrenrestaurant te openen. Hij is dan ook al bijna 30 jaar en wil meer zijn dan enkel ober. Verder werken in het restaurant nog hoofdkok Salvador, hulpkok Luis en dienster Tiffany, die stiekem verliefd is op Diego. Ten slotte heeft Diego nog een tante Blanca die ongeveer dezelfde leeftijd heeft als Diego. Zij is destijds verhuisd naar Monaco en is een uiterst verwend nest die steeds in de belangstelling wil staan.
In werkelijkheid wil Diego ook verhuizen omwille van zijn homoseksualiteit, wat hij verborgen houdt omdat dit een groot taboe is in zijn woonwijk. Daarnaast is kok Salvador racistisch ten opzichte van gringo's en openlijk homofoob, omdat hij van mening is dat die bevolkingsgroep verantwoordelijk is voor de steeds stijgende prijzen op de woonmarkt en het wegdrijven van de latino's uit East Los Angeles.
Diego heeft een geheime relatie met Pablo (David Berón), een bekende makelaar. Wanneer Diego aan Pablo vraagt om mee te verhuizen, stopt deze abrupt hun relatie met de melding dat hij dan toch hetero is. Wanneer tante Blanca (Gladise Jimenez) onverwacht uit Monaco terugkeert, wordt ze verliefd op Pablo en beiden worden een koppel.
Rond dezelfde periode gaat Sara voor een maand op reis en wordt het naastgelegen huis verkocht aan gringo's Wesley en zijn vaste vriend Jonathon. Wanneer Salvador nogmaals homofobe opmerkingen maakt, kan Blanca het niet laten om te verklappen dat Diego ook homo is. Hierdoor wordt de relatie tussen Salvador en Diego zeer stroef en weigert Salvador om de correcte gerechten voor te schotelen. Dit leidt tot het ontslag van Salvador. Salvador krijgt uit woede een hartaanval, spreekt een vloek uit over het restaurant en sterft.
De relatie tussen Jonathon en Wesley is ook niet meer optimaal. Wesley merkt dat Jonathon nogal geïnteresseerd is in Diego en wil daarom opnieuw verhuizen. Dit leidt uiteindelijk tot een breuk tussen beiden waardoor Wesley een koppel vormt met Diego.
Sinds de dood van Salvador blijven de klanten weg uit het restaurant omdat ze weten dat Diego homo is. Wanneer Sara terugkeert van haar reis, beseft ze dat het restaurant zijn beste tijd heeft gehad en dat men beter kan sluiten. Zij gaat op pensioen en Diego kan dan zijn eigen restaurant starten.
Ondertussen heeft Pablo Blanca ten huwelijk gevraagd, tot groot ongenoegen van Sara. Zij had al lang door dat Diego en Pablo homoseksueel zijn en schrikt dan ook niet dat Diego momenteel een koppel vormt met Wesley. Diego heeft Blanca al trachten in te zien dat Pablo homo is, maar zij wil hem niet geloven en Pablo blijft de waarheid ontkennen.
Jonathon kan de breuk niet verwerken en tracht Wesley terug te winnen. Daarom spuit hij hun huis vol met homofobe uitspraken en zegt dat hij het slachtoffer is geweest van gaybashing. Zijn opzet slaagt tot wanneer Wesley het opzet achterhaalt en voorgoed breekt met Jonathon. Hij zoekt dan terug toenadering tot Diego.
Diego kan uiteindelijk Blanca doen inzien dat hij een relatie met Pablo had door exact te omschrijven hoe Pablo er naakt uitziet. Daarop vertrekt Blanca naar een ongekende bestemming en laat niets meer van zich horen. Ondertussen wordt het restaurant te koop aangeboden en maakt Diego zich klaar om te vertrekken.
Dan staat Blanca plots terug in het restaurant. Ze heeft ingezien dat ze vroeger een verwaand nest was en wil van dat imago af. Daarnaast is ze van mening dat Diego niet hoeft te verhuizen omwille van zijn homoseksualiteit. Samen kunnen ze het familierestaurant ombouwen tot een sterrenrestaurant. Hoewel Diego eerst twijfelt, gaat hij uiteindelijk akkoord en het restaurant wordt een succes.

## Rolverdeling
| Acteur              | Personage        |
| ------------------- | ---------------- |
| René Alvarado       | Diego Campos     |
| Steve Callahan      | Wesley Henderson |
| Gladise Jimenez     | Bianca Campos    |
| David Berón         | Pablo Morales    |
| Irene DeBari        | Sara Campos      |
| Yelyna De Leon      | Tiffany          |
| Luis Raúl           | Salvador         |
| Cory Alan Schneider | Jonathon Webber  |
| Luis Accinelli      | Don Rogelio      |
| Martin Morales      | Luis             |
| Ruben Rabasa        | Efrain Morales   |
| Chris Franco        | Mr. Martinez     |
| Michael Cormier     | Dan              |

## Trivia
- De film werd op locatie opgenomen. "Tio Pepe" is een bestaand restaurant in East Los Angeles. De voorgevel en eetgedeelte van het restaurant kwam in 2006 overeen met de beelden in de film.